# Vrbovité

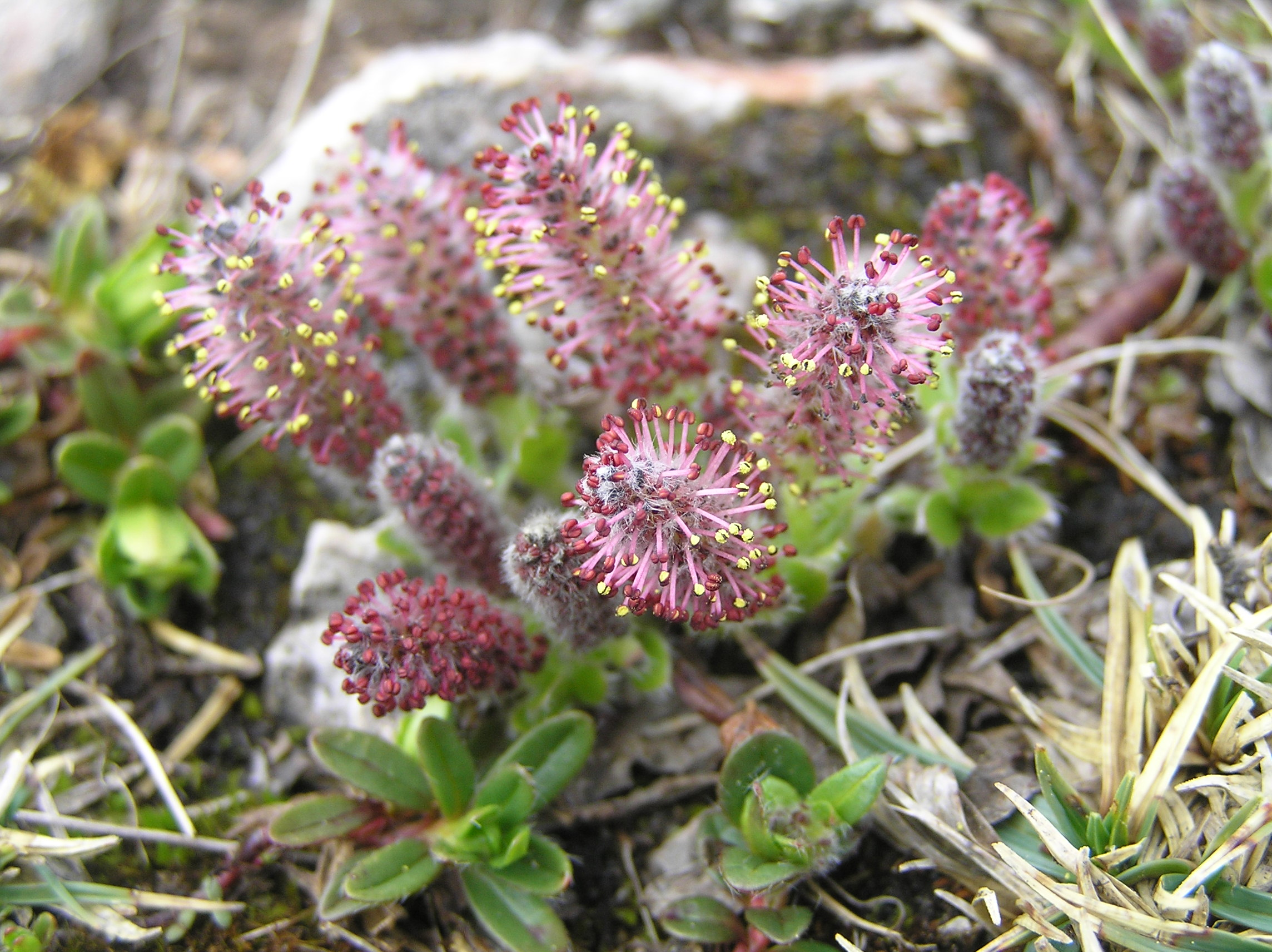
Vrba Salix alpina

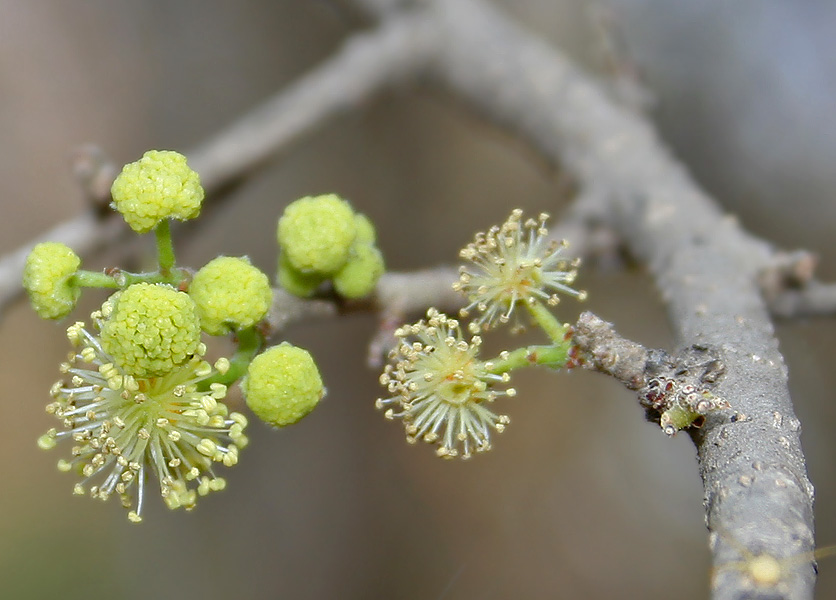
Flacourtia indica

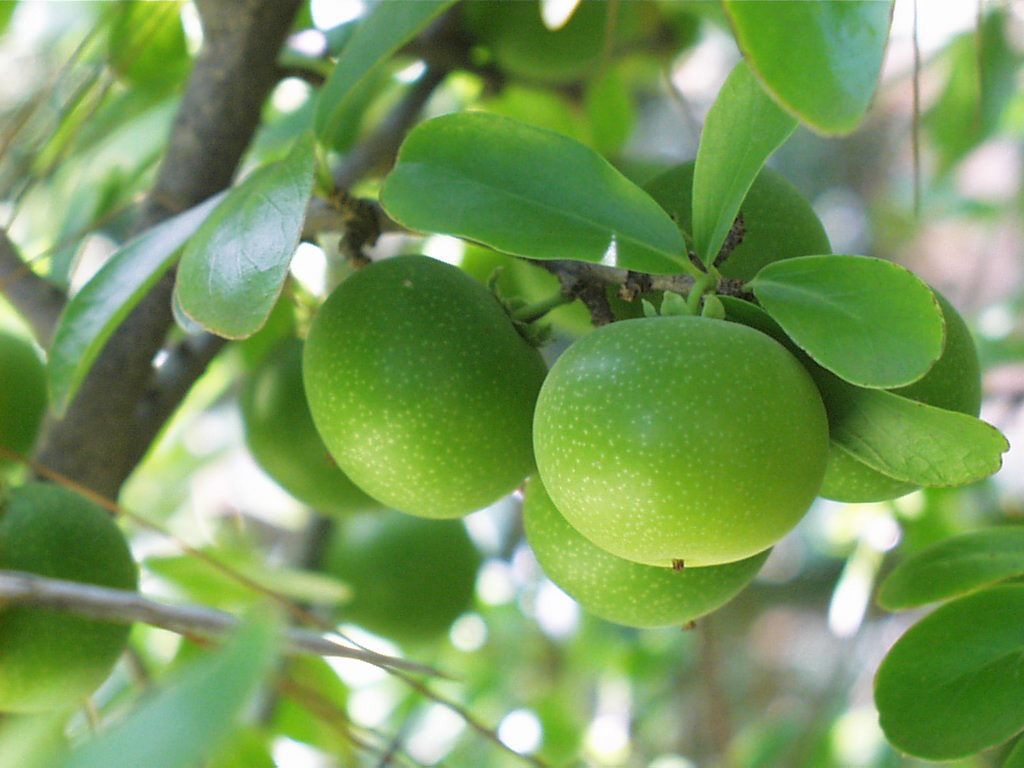
Dovyalis afra (dříve Dovyalis caffra)

Vrbovité (Salicaceae) je čeleď vyšších dvouděložných rostlin z řádu
malpígiotvaré (Malpighiales).

## Popis
Stálezelené nebo opadavé stromy a keře se střídavými jednoduchými listy s palisty. Často obsahují fenolické heterosidy
(salicin, populin), naopak chybějí kyanogenní glykosidy charakteristické pro čeleď Achariaceae. Rostliny jsou jednodomé nebo dvoudomé. Na okraji čepele listů jsou
charakteristické, tzv. salikoidní zuby (chybějí však u rodu Casearia a u druhů s celokrajnými listy), s drobnou žilkou pronikající až ke špici zubu zakončeného kulovitou žlázkou. Žilnatina je zpeřená nebo dlanitá. Některé rody (např. Abatia, Casearia, Homalium a Zuelania) mají na čepelích listů prosvítavé tečky.
Květy jsou jedno nebo oboupohlavné, pravidelné, jednotlivé nebo v úžlabních či vrcholových květenstvích různých typů. Květy mohou
být velké a nápadné nebo zcela nenápadné. Obvykle obsahují nektáriový terč či kruh nektarových žlázek anebo je nektar
vylučován z přívěsků korunních lístků.
Kalich i koruna jsou složeny ze 3 až 8 lístků nebo jsou silně redukované, koruna někdy zcela chybí. Kališní lístky jsou volné nebo
krátce srostlé, korunní jsou volné.
Tyčinek je různý počet (1 až mnoho), jsou volné nebo srostlé.
Semeník je svrchní nebo polospodní, srostlý ze 2 až 5 (nebo až 13) plodolistů.
Čnělky jsou volné nebo srostlé. V každém plodolistu jsou 2 až mnoho vajíček.
Plodem je tobolka, bobule nebo peckovice. Semena mají často míšek nebo jsou na bázi opatřena svazečkem chlupů.
Čeleď podle dnešního pojetí zahrnuje přes 1000 druhů v asi 55 rodech. Největším rodem je vrba (Salix, asi 450 druhů), Casearia
a Homalium (oba rody asi 180 druhů) a Xylosma (85 druhů).

## Rozšíření
Vrbovité se vyskytují po celém světě, od tropického pásu po arktické oblasti. Málo jsou zastoupeny v Austrálii a chybějí na Novém Zélandu. V české květeně jsou zastoupeny dvěma rody, vrba (Salix) a topol (Populus).

## Ekologické interakce
Vrbovité jsou převážně opylovány nespecializovaným hmyzem. Některé rody s drobnými bezkorunnými květy (např. topol – Populus) jsou větrosprašné.
Dužnaté plody a semena s míškem jsou šířena ptáky nebo savci. Některé druhy
mají v tobolkách semena s chmýrem (vrba, topol) nebo s křídly (např. Itoa a Poliothyrsis) šířená větrem.

## Taxonomie
Ve většině taxonomických systémů (Cronquist, Dahlgren, Tachtadžjan) byla čeleď vrbovité řazena do samostatného řádu vrbotvaré (Salicales).
Čeleď vrbovité v tomto klasickém smyslu obsahovala jen 2 až 3 rody (podle toho, je-li rod Chosenia považován za samostatný).
S nástupem molekulárních metod byla zjištěna silná příbuznost čeledi vrbovité s některými rody čeledi Flacourtiaceae. Nakonec byla v systému APG II čeleď Flacourtiaceae zcela zrušena, větší část rodů (celkem 53) byla přesunuta do čeledi vrbovité (Salicaceae), menší část (27 rodů) do čeledi Achariaceae a rod Gerrardina do samostatné čeledi Gerrardinaceae v rámci nového řádu Huerteales.
Podle kladogramů APG je sesterskou větví čeleď Lacistemataceae.

## Zástupci
- abacie (Abatia)
- azara (Azara)
- dovyalis (Dovyalis)
- idézie (Idesia)
- korejanka (Chosenia, syn. Salix)
- onkoba (Oncoba)
- polouš (Casearia)
- ryanie (Ryania)
- slivouch (Flacourtia)
- stejnok (Homalium)
- šedolatník (Poliothyrsis)
- topol (Populus)
- vrba (Salix)[2]

## Význam
Topoly a vrby poskytují dřevo a celulosu. Vrbová kůra obsahuje kyselinu salicylovou a je využívána jako prostředek snižující horečku a zmenšující otoky.
Některé druhy rodů Flacourtia a Dovyalis jsou v tropech pěstovány pro jedlé dužnaté plody.
Vrby i topoly jsou využívány jako okrasné dřeviny, drobné poléhavé druhy vrb i jako skalničky. V tropech jsou používány k okrasným účelům např. rody Oncoba, Casearia, Idesia a Samyda.

## Seznam rodů
Abatia,
Antinisa,
Azara,
Banara,
Bartholomaea,
Bembicia,
Bembiciopsis,
Bennettiodendron,
Bivinia,
Byrsanthus,
Calantica,
Carrierea,
Casearia,
Chosenia,
Dissomeria,
Dovyalis,
Euceraea,
Flacourtia,
Hasseltia,
Hasseltiopsis,
Hecatostemon,
Hemiscolopia,
Homaliopsis,
Homalium,
Idesia,
Irenodendron,
Itoa,
Laetia,
Lasiochlamys,
Ludia,
Lunania,
Macrohasseltia,
Macrothumia,
Mocquerysia,
Neopringlea,
Neoptychocarpus,
Neosprucea,
Olmediella,
Oncoba,
Ophiobotrys,
Osmelia,
Phyllobotryum,
Pineda,
Pleuranthodendron,
Poliothyrsis,
Populus,
Prockia,
Pseudoscolopia,
Pseudosmelia,
Ryania,
Salix,
Samyda,
Scolopia,
Scyphostegia,
Tetrathylacium,
Tisonia,
Trichostephanus,
Trimeria,
Xylosma,
Zuelania